# 16.ª etapa del Tour de Francia 2019
La 16.ª etapa del Tour de Francia 2019 tuvo lugar el 23 de julio de 2019 con inicio y final en Nimes sobre un recorrido de 177 km y fue ganada al sprint por el australiano Caleb Ewan del Lotto Soudal. El francés Julian Alaphilippe consiguió mantener el maillot jaune un día más.

## Clasificación de la etapa
| \| Clasificación de la etapa \| Clasificación de la etapa \| Clasificación de la etapa \| Clasificación de la etapa \| Clasificación de la etapa \| \| Ciclista \| Ciclista \| Equipo \| Tiempo \| \| \| ------------------------- \| ------------------------- \| ------------------------- \| ------------------------- \| ------------------------- \| \| 1.º \| Caleb Ewan \| Lotto-Soudal \| 3 h 57 min 08 s \| \| \| 2.º \| Elia Viviani \| Deceuninck-Quick Step \| + 0 s \| \| \| 3.º \| Dylan Groenewegen \| Team Jumbo-Visma \| + 0 s \| \| \| 4.º \| Peter Sagan \| Bora-Hansgrohe \| + 0 s \| \| \| 5.º \| Niccolò Bonifazio \| Total Direct Énergie \| + 0 s \| \| \| 6.º \| Michael Matthews \| Team Sunweb \| + 0 s \| \| \| 7.º \| Matteo Trentin \| Mitchelton-Scott \| + 0 s \| \| \| 8.º \| Jasper Stuyven \| Trek-Segafredo \| + 0 s \| \| \| 9.º \| Alexander Kristoff \| UAE Team Emirates \| + 0 s \| \| \| 10.º \| Andrea Pasqualon \| Wanty-Gobert \| + 0 s \| \| |                    |                       |                 |
| |                    |                       |                 |
| Fuente: ProCyclingStats |                    |                       |                 |
| Clasificación de la etapa |                    |                       |                 |
| Ciclista | Ciclista           | Equipo                | Tiempo          |
| 1.º | Caleb Ewan         | Lotto-Soudal          | 3 h 57 min 08 s |
| 2.º | Elia Viviani       | Deceuninck-Quick Step | + 0 s           |
| 3.º | Dylan Groenewegen  | Team Jumbo-Visma      | + 0 s           |
| 4.º | Peter Sagan        | Bora-Hansgrohe        | + 0 s           |
| 5.º | Niccolò Bonifazio  | Total Direct Énergie  | + 0 s           |
| 6.º | Michael Matthews   | Team Sunweb           | + 0 s           |
| 7.º | Matteo Trentin     | Mitchelton-Scott      | + 0 s           |
| 8.º | Jasper Stuyven     | Trek-Segafredo        | + 0 s           |
| 9.º | Alexander Kristoff | UAE Team Emirates     | + 0 s           |
| 10.º | Andrea Pasqualon   | Wanty-Gobert          | + 0 s           |

## Clasificaciones al final de la etapa

### Clasificación general(Maillot Jaune)
| \| Clasificación general \| Clasificación general \| Clasificación general \| Clasificación general \| Clasificación general \| \| Ciclista \| Ciclista \| Equipo \| Tiempo \| \| \| --------------------- \| --------------------- \| --------------------- \| --------------------- \| --------------------- \| \| 1.º \| Julian Alaphilippe \| Deceuninck-Quick Step \| 64 h 57 min 30 s \| \| \| 2.º \| Geraint Thomas \| Team Ineos \| + 1 min 35 s \| \| \| 3.º \| Steven Kruijswijk \| Team Jumbo-Visma \| + 1 min 47 s \| \| \| 4.º \| Thibaut Pinot \| Groupama-FDJ \| + 1 min 50 s \| \| \| 5.º \| Egan Bernal \| Team Ineos \| + 2 min 02 s \| \| \| 6.º \| Emanuel Buchmann \| Bora-Hansgrohe \| + 2 min 14 s \| \| \| 7.º \| Mikel Landa \| Movistar Team \| + 4 min 54 s \| \| \| 8.º \| Alejandro Valverde \| Movistar Team \| + 5 min 00 s \| \| \| 9.º \| Rigoberto Urán \| EF Education First \| + 5 min 33 s \| \| \| 10.º \| Richie Porte \| Trek-Segafredo \| + 6 min 30 s \| \| |                    |                       |                  |
| |                    |                       |                  |
| Fuente: ProCyclingStats |                    |                       |                  |
| Clasificación general |                    |                       |                  |
| Ciclista | Ciclista           | Equipo                | Tiempo           |
| 1.º | Julian Alaphilippe | Deceuninck-Quick Step | 64 h 57 min 30 s |
| 2.º | Geraint Thomas     | Team Ineos            | + 1 min 35 s     |
| 3.º | Steven Kruijswijk  | Team Jumbo-Visma      | + 1 min 47 s     |
| 4.º | Thibaut Pinot      | Groupama-FDJ          | + 1 min 50 s     |
| 5.º | Egan Bernal        | Team Ineos            | + 2 min 02 s     |
| 6.º | Emanuel Buchmann   | Bora-Hansgrohe        | + 2 min 14 s     |
| 7.º | Mikel Landa        | Movistar Team         | + 4 min 54 s     |
| 8.º | Alejandro Valverde | Movistar Team         | + 5 min 00 s     |
| 9.º | Rigoberto Urán     | EF Education First    | + 5 min 33 s     |
| 10.º | Richie Porte       | Trek-Segafredo        | + 6 min 30 s     |

### Clasificación por puntos(Maillot Vert)
| Clasificación por puntos | Clasificación por puntos | Clasificación por puntos | Clasificación por puntos | Clasificación por puntos |
| Ciclista                 | Ciclista                 | Equipo                   | Puntos                   |                          |
| ------------------------ | ------------------------ | ------------------------ | ------------------------ | ------------------------ |
| 1.º                      | Peter Sagan              | Bora-Hansgrohe           | 309 pts                  |                          |
| 2.º                      | Elia Viviani             | Deceuninck-Quick Step    | 224 pts                  |                          |
| 3.º                      | Sonny Colbrelli          | Bahrain-Merida           | 203 pts                  |                          |
| 4.º                      | Michael Matthews         | Team Sunweb              | 201 pts                  |                          |
| 5.º                      | Caleb Ewan               | Lotto-Soudal             | 198 pts                  |                          |
| 6.º                      | Jasper Stuyven           | Trek-Segafredo           | 142 pts                  |                          |
| 7.º                      | Matteo Trentin           | Mitchelton-Scott         | 130 pts                  |                          |
| 8.º                      | Julian Alaphilippe       | Deceuninck-Quick Step    | 117 pts                  |                          |
| 9.º                      | Dylan Groenewegen        | Team Jumbo-Visma         | 116 pts                  |                          |
| 10.º                     | Greg Van Avermaet        | CCC Team                 | 101 pts                  |                          |

### Clasificación de la montaña(Maillot à Pois Rouges)
| Clasificación de la montaña | Clasificación de la montaña | Clasificación de la montaña | Clasificación de la montaña | Clasificación de la montaña |
| Ciclista                    | Ciclista                    | Equipo                      | Puntos                      |                             |
| --------------------------- | --------------------------- | --------------------------- | --------------------------- | --------------------------- |
| 1.º                         | Tim Wellens                 | Lotto-Soudal                | 64 pts                      |                             |
| 2.º                         | Thibaut Pinot               | Groupama-FDJ                | 50 pts                      |                             |
| 3.º                         | Thomas de Gendt             | Lotto-Soudal                | 37 pts                      |                             |
| 4.º                         | Julian Alaphilippe          | Deceuninck-Quick Step       | 33 pts                      |                             |
| 5.º                         | Giulio Ciccone              | Trek-Segafredo              | 30 pts                      |                             |
| 6.º                         | Simon Yates                 | Mitchelton-Scott            | 29 pts                      |                             |
| 7.º                         | Xandro Meurisse             | Wanty-Gobert                | 27 pts                      |                             |
| 8.º                         | Steven Kruijswijk           | Team Jumbo-Visma            | 24 pts                      |                             |
| 9.º                         | Emanuel Buchmann            | Bora-Hansgrohe              | 24 pts                      |                             |
| 10.º                        | Natnael Berhane             | Cofidis, Solutions Crédits  | 20 pts                      |                             |

### Clasificación del mejor joven(Maillot Blanc)
| Clasificación del mejor joven | Clasificación del mejor joven | Clasificación del mejor joven | Clasificación del mejor joven | Clasificación del mejor joven |
| Ciclista                      | Ciclista                      | Equipo                        | Tiempo                        |                               |
| ----------------------------- | ----------------------------- | ----------------------------- | ----------------------------- | ----------------------------- |
| 1.º                           | Egan Bernal                   | Team Ineos                    | 64 h 59 min 32 s              |                               |
| 2.º                           | David Gaudu                   | Groupama-FDJ                  | + 13 min 31 s                 |                               |
| 3.º                           | Enric Mas                     | Deceuninck-Quick Step         | + 42 min 00 s                 |                               |
| 4.º                           | Laurens De Plus               | Team Jumbo-Visma              | + 49 min 15 s                 |                               |
| 5.º                           | Giulio Ciccone                | Trek-Segafredo                | + 51 min 24 s                 |                               |
| 6.º                           | Gregor Mühlberger             | Bora-Hansgrohe                | + 51 min 49 s                 |                               |
| 7.º                           | Lennard Kämna                 | Team Sunweb                   | + 1 h 17 min 46 s             |                               |
| 8.º                           | Tiesj Benoot                  | Lotto-Soudal                  | + 1 h 21 min 45 s             |                               |
| 9.º                           | Gianni Moscon                 | Team Ineos                    | + 1 h 35 min 29 s             |                               |
| 10.º                          | Søren Kragh Andersen          | Team Sunweb                   | + 1 h 38 min 31 s             |                               |

### Clasificación por equipos(Classement par Équipe)
| Clasificación por equipos | Clasificación por equipos | Clasificación por equipos | Clasificación por equipos |
| Equipo                    | Equipo                    | Tiempo                    |                           |
| ------------------------- | ------------------------- | ------------------------- | ------------------------- |
| 1.º                       | Movistar Team             | 195 h 19 min 44 s         |                           |
| 2.º                       | Trek-Segafredo            | + 30 min 45 s             |                           |
| 3.º                       | Ineos                     | + 30 min 54 s             |                           |
| 4.º                       | Groupama-FDJ              | + 37 min 24 s             |                           |
| 5.º                       | Team Jumbo-Visma          | + 50 min 08 s             |                           |
| 6.º                       | EF Education First        | + 59 min 46 s             |                           |
| 7.º                       | Bora-hansgrohe            | + 1 h 00 min 32 s         |                           |
| 8.º                       | AG2R La Mondiale          | + 1 h 08 min 46 s         |                           |
| 9.º                       | Mitchelton-Scott          | + 1 h 09 min 03 s         |                           |
| 10.º                      | UAE Team Emirates         | + 1 h 15 min 38 s         |                           |

## Abandonos
- Wilco Kelderman, con dolores de espalda, no tomó la salida.[2]
- Jakob Fuglsang, no finalizó la etapa tras verse implicado en una caída durante el transcurso de la misma.[1]